# Jade Adan
Jade Adan (10 augustus 1996) is een Nederlands voetbalspeelster.
Adan volgde bij CTO het onderwijsprogramma.
Ze speelde als keepster voor FC Twente en Achilles '29. Bij Achilles '29 kampte ze met een knieblessure, waardoor ze weinig aan spelen toekwam.
In 2020 stapt ze over naar FC Eindhoven dat in de Topklasse uitkomt.

## Statistieken
| Seizoen | Club         | Land      | Competitie | Wedstrijden | Doelpunten |
| ------- | ------------ | --------- | ---------- | ----------- | ---------- |
| 2015/16 | FC Twente    | Nederland | Eredivisie | 4           | 0          |
| 2016/17 | FC Twente    | Nederland | Eredivisie | 9           | 0          |
| 2017/18 | Achilles '29 | Nederland | Eredivisie | 9           | 0          |
| 2018/19 | Achilles '29 | Nederland | Eredivisie | 0           | 0          |
| 2019/20 | FC Twente    | Nederland | Eredivisie | 0           | 0          |
| 2020/21 | FC Eindhoven | Nederland | Topklasse  | --          | --         |
| Totaal  | Totaal       | Totaal    | Totaal     | 22          | 0          |

Laatste update: september 2020